# Bendungrejo
Bendungrejo is een bestuurslaag in het regentschap Nganjuk van de provincie Oost-Java, Indonesië. Bendungrejo telt 2217 inwoners (volkstelling 2010).